# 高橋誠一郎 (文学者)
高橋 誠一郎（たかはし せいいちろう、1949年 - ）は、日本のロシア文学者、文芸評論家。

## 人物・来歴
福島県二本松市生まれ。1975年東海大学文学部卒業。1979年同大学院文学研究科文明研究専攻修士課程修了。1983年東海大学外国語教育センター助教授、教授。2013年退職。

## 著書
- 『『罪と罰』を読む 「正義」の犯罪と文明の危機』（刀水書房、1996年）
- 『欧化と国粋 日露の「文明開化」とドストエフスキー』（刀水書房〈比較文明学叢書〉、2002年）
- 『この国のあした 司馬遼太郎の戦争観』（のべる出版企画、2002年）
- 『司馬遼太郎の平和観 『坂の上の雲』を読み直す』（東海教育研究所、2005年）
- 『司馬遼太郎と時代小説 「風の武士」「梟の城」「国盗り物語」「功名が辻」を読み解く』（のべる出版企画、2006年）
- 『ロシアの近代化と若きドストエフスキー 「祖国戦争」からクリミア戦争へ』（成文社、2007年）
- 『「竜馬」という日本人 司馬遼太郎が描いたこと』（人文書館、2009年）
- 『司馬遼太郎とロシア』（東洋書店・ユーラシア・ブックレット、2010年）
- 『黒澤明で「白痴」を読み解く』（成文社、2011年）
- 『黒澤明と小林秀雄―「罪と罰」をめぐる静かなる決闘』（成文社、2014年）
- 『新聞への思い―正岡子規と「坂の上の雲」』（人文書館、2015年）
- 『ゴジラの哀しみ 映画《ゴジラ》から映画《永遠の0》へ』のべる出版企画, 2016.12
- 『「罪と罰」の受容と「立憲主義」の危機 北村透谷から島崎藤村へ』成文社, 2019.2
- 『堀田善衞とドストエフスキー　大審問官の現代性』群像社、2021

## 参考
- http://bookweb.kinokuniya.co.jp/htm/4885959497.html
- J-GLOBAL